# قباء (ثياب)

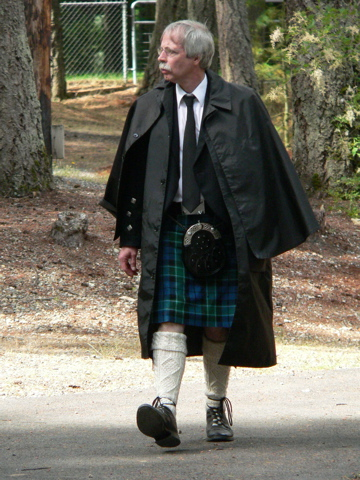
القًباء.

القَبَاء (الجمع: أَقْبِيَة) أو الشَمْلَة يسمى أيضًا الحرملة رداء قصير واسع يوضع على الكتف و يغطي الظهر والصدر، وهو مشقوق المقدم.